# 国立市立国立第七小学校
国立市立国立第七小学校（くにたちしりつくにたちだいななしょうがっこう）は、東京都国立市富士見台にある公立小学校。

## 概要
国立第七小学校のことを「七小（ななしょう）」や「国七（くになな）」と訳すこともある。

## 沿革

### 年表
- 1972年4月1日 - 開校　児童数559名　教職員23名　16学級
- 1974年3月25日 - 第一回卒業式卒業生89名
- 1975年10月2日 - 校章決定
- 2008年2月13日 - 校歌制定

## 教育目標
かしこく
やさしく

げんきよく　

## 交通
- JR南武線谷保駅より徒歩5分
- 立川バス及び京王バス富士見台第一団地停留所バス停より徒歩5分

## 主な出身者
- 大塚明夫（声優）
- 宇梶剛士（俳優）
- ローラ (モデル)※途中で転校
- 吉田都（バレリーナ）[1]